# 北九州市立八幡特別支援学校
北九州市立八幡特別支援学校（きたきゅうしゅうしりつ やはたとくべつしえんがっこう）は、福岡県北九州市八幡西区鷹の巣三丁目7番1号にある知的障害児のための公立特別支援学校。
2007年4月、特別支援教育の実施に伴い、全国の養護学校と同様、特別支援学校となった。

## 沿革
- 1961年（昭和36年） - 八幡市立八幡養護学校として陣山小学校内仮校舎にて開校
- 1963年（昭和38年） - 北九州市発足に伴い北九州市立八幡養護学校と改称
- 2007年（平成19年） - 北九州市立八幡特別支援学校と改称

## 学部
- 小学部
- 中学部
- 高等部

## 作業活動
- 手織り班
- 粘土班
- 紙工班
- 木工班
- 農耕班

## イベント
- 運動会
- 学芸会
- PTAでのバザー

その他

## 公共交通機関
- 筑豊電鉄
  - 穴生駅または森下駅
- 西鉄バス北九州
  - 鷹の巣バス停